# Шепетівська округа
Шепетівська округа (рос. Шепетовский округ) — адміністративно-територіальна одиниця СРСР, що існувала в 1923–1930 роках у складі Української СРР. Окружний центр — місто Шепетівка.

## Історія
Шепетівська округа була утворена 7 березня 1923 року в складі Волинської губернії з території Ізяславського і частин Новоград-Волинського, Полонського та Старо-Костянтинівського повітів.
21 липня 1924 року Берездівський район Шепетівської округи був розформований.
З 1 серпня 1925 року Волинська губернія була ліквідована, а округи підпорядковані безпосередньо республіці.
Постановою ВУЦВК і РНК УРСР від 13 червня 1930 року Шепетівська округа була розформована, а її територія ввійшла до складу Бердичівської округи.
У 1935–1937 роках в складі Вінницької області існувала адміністративна одиниця зі схожою назвою — Шепетівський округ.

## Розташування
Шепетівська округа була розташована в західній частині Української СРР. На північному сході округа межувала з Житомирською, на сході — з Бердичівською, на півдні — з Проскурівською округами, на заході і північному заході — з Польщею.

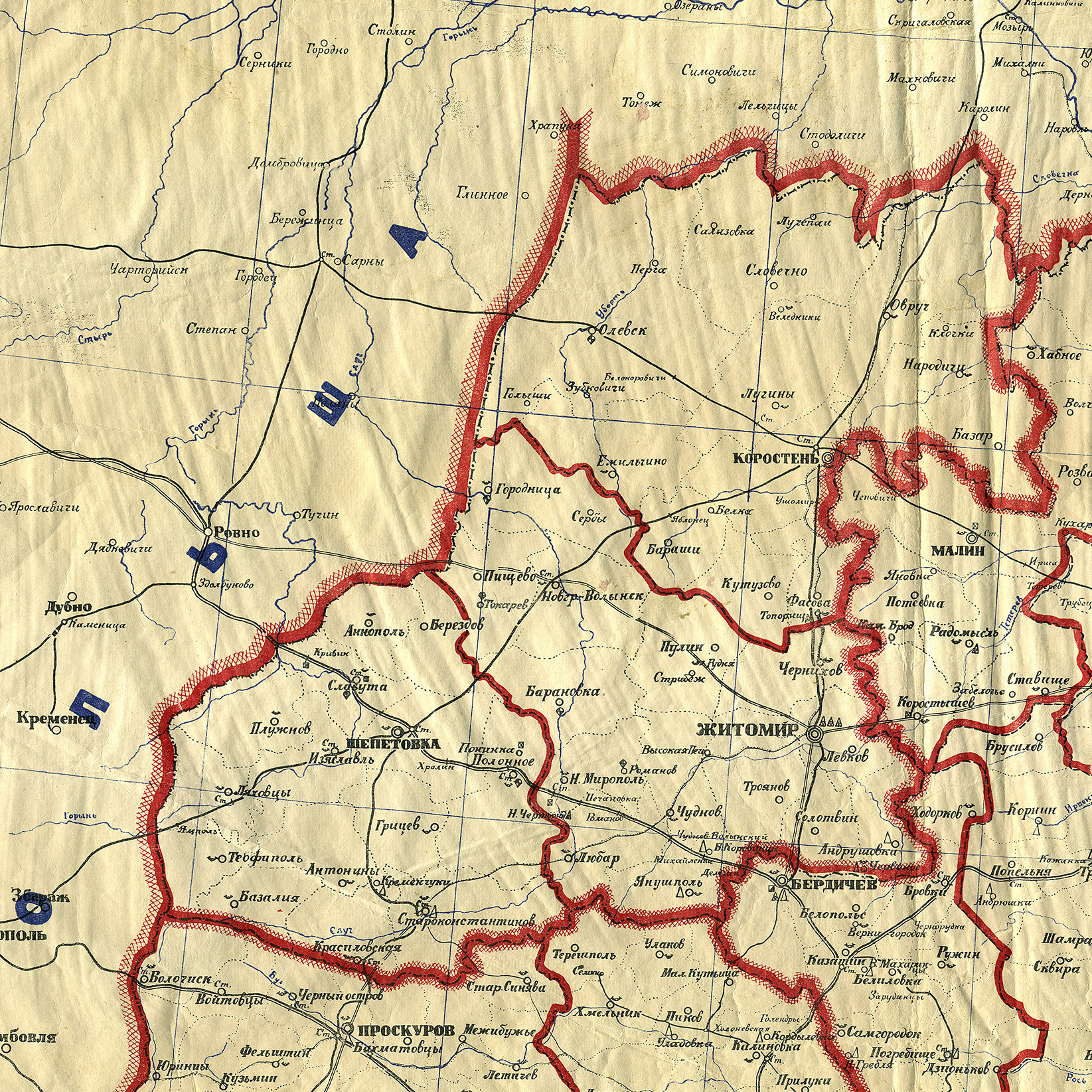
Карта Шепетівської округи у складі Волинської губернії, 1923
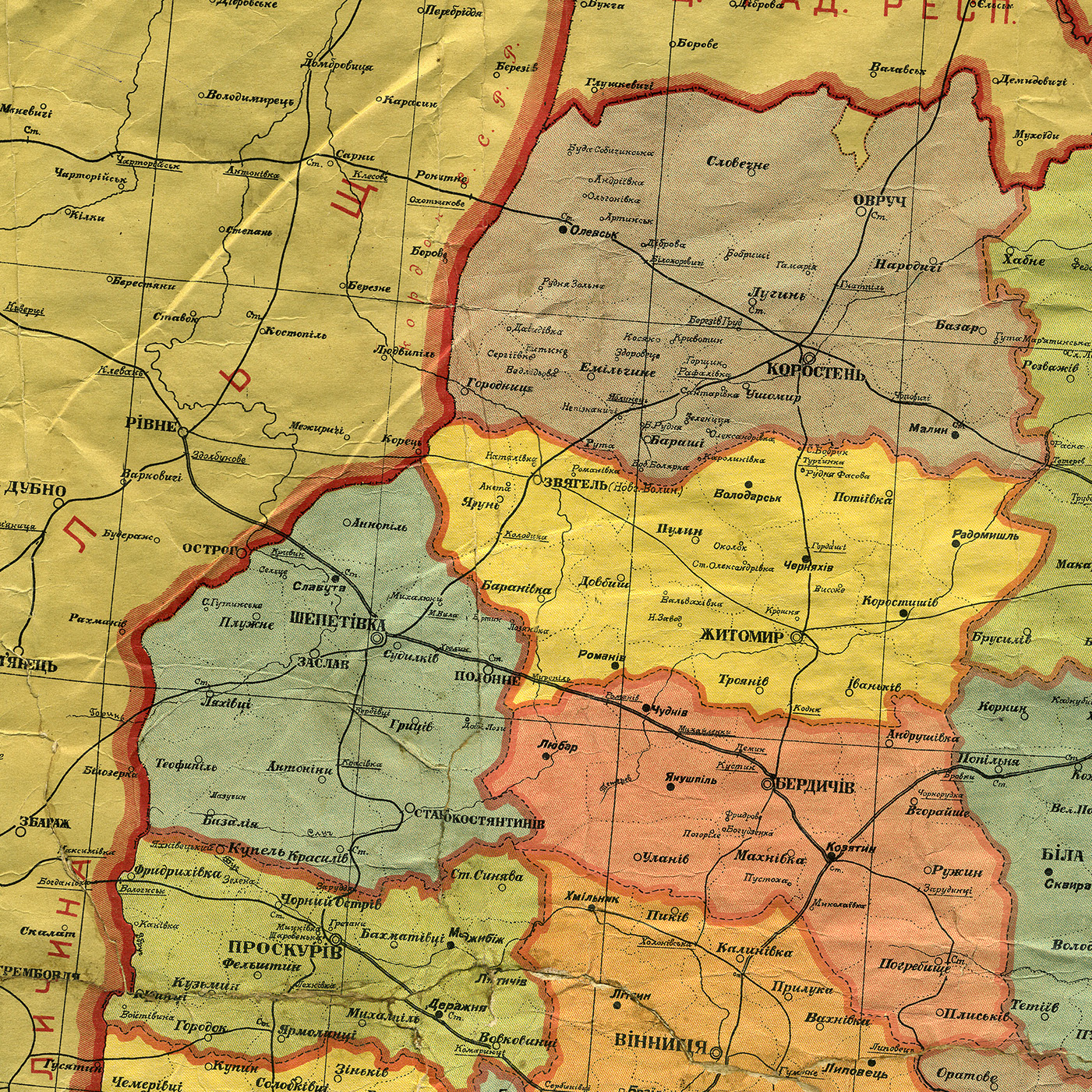
Карта Шепетівської округи, адміністративні межі станом на 1 жовтня 1925
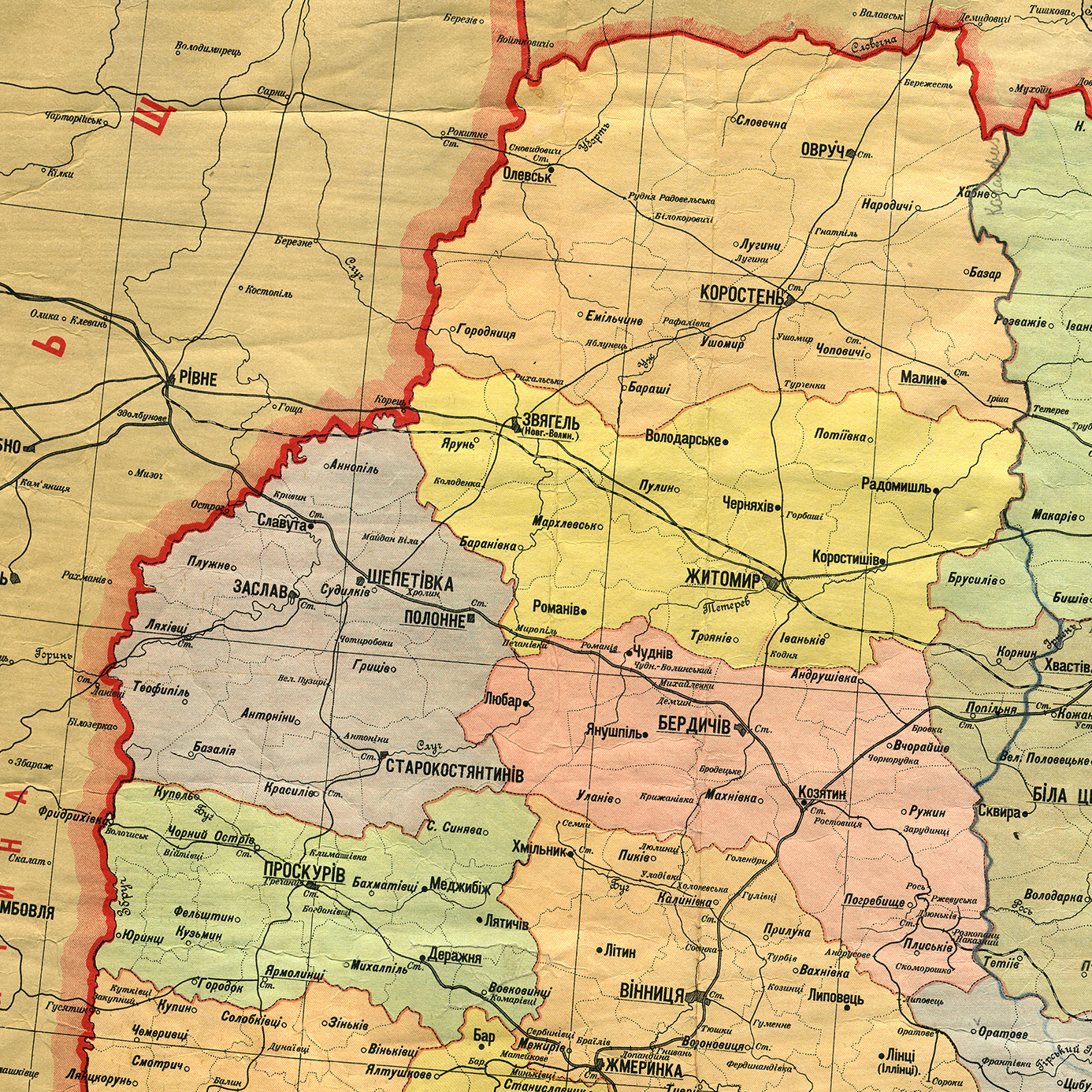
Карта Шепетівської округи, адміністративні межі станом на 1 березня 1927

## Населення
Згідно з даними Всесоюзного перепису населення 1926 року в окрузі постійно проживало 659 435 чоловік (48,59 % чоловіків, що становило 320 408 осіб і 51,41 % жінок — 339 027 осіб). З них 82 052 були міськими, а 577 383 сільськими жителями.

### Національний склад
За національним складом 536 026 осіб (81,3 %) були українці, 60 215 осіб (9,1 %) — поляки, 48 027 осіб (7,3 %) — євреї, 7 565 осіб (1,2 %) — росіяни, 3 902 осіб (0,6 %) — німці, 1 721 осіб (0,3 %) — чехи і словаки, 665 осіб (0,1 %) — білоруси, інші національності загалом становили 606 осіб (0,1 %), іноземці — 311 осіб (0,06 %).
Населення та національний склад районів округи за переписом 1926 року
|                             | населення | українці | поляки | євреї | росіяни | німці | чехи | білоруси |
| --------------------------- | --------- | -------- | ------ | ----- | ------- | ----- | ---- | -------- |
| м. Шепетівка                | 14 693    | 53,1     | 10,2   | 26,7  | 7,3     | 0,3   | 0,6  | 1,0      |
| Антонівський район          | 46 103    | 87,3     | 11,3   | 0,7   | 0,4     |       |      | 0,1      |
| Базалійський район          | 36 832    | 86,4     | 11,4   | 1,8   | 0,2     |       |      |          |
| Ганнопільський район        | 53 796    | 84,2     | 6,8    | 7,5   | 0,7     | 0,4   |      |          |
| Грицівський район           | 45 132    | 90,3     | 5,2    | 4,0   | 0,3     |       |      | 0,1      |
| Ізяславський район          | 50 206    | 82,1     | 4,7    | 10,3  | 2,5     | 0,1   |      | 0,1      |
| Красилівський район         | 51 004    | 84,2     | 8,4    | 6,7   | 0,4     |       |      | 0,1      |
| Ляховецький район           | 43 872    | 85,8     | 7,1    | 5,7   | 1,1     |       |      | 0,1      |
| Плужанський район           | 42 596    | 75,1     | 15,0   | 3,6   | 1,0     | 2,6   | 1,9  |          |
| Полонський район            | 61 334    | 70,1     | 15,7   | 12,1  | 0,8     | 0,9   | 0,1  | 0,1      |
| Славутський район           | 40 940    | 73,9     | 8,3    | 12,0  | 3,1     | 0,7   | 1,6  | 0,1      |
| Старокостянтинівський район | 84 729    | 81,7     | 6,3    | 10,3  | 1,3     |       |      | 0,1      |
| Судилкивський район         | 43 984    | 75,7     | 15,4   | 4,5   | 0,4     | 3,6   | 0,1  | 0,2      |
| Теофіпольський район        | 44 525    | 91,1     | 4,4    | 3,6   | 0,6     |       |      |          |
| Шепетівська округа          | 659 746   | 81,2     | 9,1    | 7,3   | 1,1     | 0,6   | 0,3  | 0,1      |

### Мовний склад
Рідна мова населення Шепетівської округи за переписом 1926 року
|                             | населення | українська | єврейська | польська | російська | інша |
| --------------------------- | --------- | ---------- | --------- | -------- | --------- | ---- |
| м. Шепетівка                | 14 693    | 54,6       | 24,8      | 6,8      | 11,9      | 1,9  |
| Ганнопільський район        | 53 796    | 88,3       | 7,5       | 2,6      | 0,9       | 0,8  |
| Антонівський район          | 46 103    | 90,8       | 0,6       | 7,7      | 0,6       | 0,3  |
| Базалійський район          | 36 832    | 88,0       | 1,7       | 7,4      | 2,8       | 0,2  |
| Грицівський район           | 45 132    | 93,4       | 3,9       | 2,1      | 0,4       | 0,2  |
| Ізяславський район          | 50 206    | 83,8       | 10,0      | 2,4      | 3,7       | 0,2  |
| Красилівський район         | 51 004    | 87,5       | 6,3       | 5,2      | 0,7       | 0,3  |
| Ляховецький район           | 43 872    | 90,1       | 5,6       | 2,9      | 1,1       | 0,3  |
| Плужанський район           | 42 596    | 78,9       | 3,6       | 11,7     | 1,1       | 4,8  |
| Полонський район            | 61 334    | 74,3       | 11,7      | 11,4     | 1,1       | 1,4  |
| Славутський район           | 40 940    | 76,7       | 11,6      | 4,9      | 4,1       | 2,7  |
| Старокостянтинівський район | 84 729    | 83,8       | 9,8       | 3,6      | 2,2       | 0,6  |
| Судилкивський район         | 43 984    | 82,6       | 4,4       | 8,5      | 0,6       | 3,9  |
| Теофіпольський район        | 44 525    | 93,2       | 3,6       | 2,4      | 0,6       | 0,2  |
| Шепетівська округа          | 659 746   | 84,5       | 7,0       | 5,5      | 1,8       | 1,2  |

## Склад округи
На момент створення до складу округи входили 14 районів:
1. Антонинський — Антонини;
2. Базалійський — Базалія;
3. Берездівський — Берездів;
4. Ганнопільський — Ганнопіль;
5. Грицівський — Гриців;
6. Ізяславський — Ізяслав;
7. Красилівський — Красилів;
8. Ляховецький — Ляхівці;
9. Плужнянський — Плужне;
10. Полонський — Полонне;
11. Славутський — Славута;
12. Старо-Костянтинівський — Старокостянтинів;
13. Судилківський — Судилків;
14. Теофіпольський — Теофіполь.

За постановою ВУЦВК і Раднаркому УРСР від 21 серпня 1924 року Берездівський район був розформований, а його територія віднесена до Ганнопільського, Славутського, Судилківського і Полонського районів.

## Керівники округи

### Відповідальні секретарі окружного комітетуКП(б)У
- Тарабрін Степан Якович (1923—1924)
- Закс Григорій Наумович (.08.1924—.08.1926)
- Шустін Аркадій Якович (.08.1926—.07.1928)
- Коровченко Арсеній Омелянович (1928—1929)
- Пилипенко Г. Г. (1929—1930)
- Лебедєв (1930—18.01.1930)
- Мариничев (18.01.1930—22.04.1930)
- Мазур Франц Тимофійович (22.04.1930—.08.1930)

### Голови окружного виконавчого комітету
- Чайковський І. Л. (1923—1924)
- Осадчий Микола Семенович (1924—1927)
- Кока Костянтин Панасович (1927—.09.1929)
- Сукачов Георгій Павлович (.09.1929—22.04.1930)
- Хорошев (22.04.1930—.08.1930)